# Sakramentarz tyniecki
Sakramentarz tyniecki – jeden z najstarszych zachowanych iluminowanych rękopisów liturgicznych, jakie pojawiły się na ziemiach polskich we wczesnym średniowieczu.

## Historia
Sakramentarz powstał najprawdopodobniej w XI wieku w diecezji kolońskiej, aczkolwiek dokładniejsze datowanie jest niepewne: pocz. XI w. (Sobieszczański), około 1060 (J. Sawicka), około 1060–1070 (M. Pietrusińska), około 1070–1080 (P. Bloch, H. Schnitzler). Możliwe, że do Polski manuskrypt został sprowadzony już za czasów panowania Kazimierza Odnowiciela przez biskupa krakowskiego Aarona z Brunwillare. Jednak istnieją także przypuszczenia, że manuskrypt jest późniejszy i trafił do Polski za panowania Bolesława Śmiałego. Swą nazwę manuskrypt zawdzięcza Opactwu Benedyktynów w Tyńcu, dla którego prawdopodobnie został sprowadzony i w którym był przechowywany. Możliwe jednak, że początkowo, do połowy XII w., znajdował się w opactwie św. Wincentego na Ołbinie.
Na temat historii sakramentarza w wiekach XII–XIX jest niewiele informacji. Prawdopodobnie przynajmniej do XIII w. był używany jako księga liturgiczna, później traktowano go jako cenny zabytek. Wiadomo, że w 1656, w czasie wojen szwedzkich, księga została zrabowana z Tyńca przez Szwedów, a następnie odkupiona w Krakowie, skąd powróciła do klasztoru. Informuje o tym notka na pierwszej karcie: Anno domini 1656 die 11 Augusti tę xięgę w klasztorze tynieckim wyrabowano gdy obóz Szwedzi rozproszyli Polaków tamże pod tymże klasztorem y tę xiążkę odkupiono w Krakowie. Obecna oprawa rękopisu pochodzi z XVII wieku. W opracowaniach przyjmowano, że księga mogła mieć wcześniej drogocenną oprawę z kości słoniowej, która została odłączona po zrabowaniu przez Szwedów. Możliwe jednak, że zniszczona oprawa została wymieniona jeszcze przed zrabowaniem rękopisu.
W 1814 sakramentarz został zakupiony w Krakowie za 1000 złotych przez Stanisława Kostkę Zamoyskiego, który w 1818 r. przekazał go do Biblioteki Ordynacji Zamojskiej.
W 1939 rękopis usiłowały przejąć i wywieźć do Niemiec grupy Kajetana Mühlmanna i Petera Paulsena, zajmujące się grabieżą polskich dzieł sztuki. Sakramentarz został skonfiskowany z Biblioteki Zamojskich, jednak nie wywieziono go do Rzeszy i pozostał w Warszawie na Alei Szucha. W listopadzie 1941 dzięki staraniom Gustava Abba, stojącego na czele utworzonej w Polsce przez Niemców Biblioteki Państwowej, rękopis powrócił do Biblioteki Ordynacji. Po powstaniu warszawskim, na mocy umowy kapitulacyjnej, miała miejsce tzw. akcja pruszkowska, czyli przewożenie niektórych ocalałych zbiorów bibliotecznych do hal Zakładów Remontowych w Pruszkowie, z których część wywieziono następnie do Niemiec. W trakcie tej akcji niektóre najwartościowsze zabytki, w tym Sakramentarz tyniecki, zostały potajemnie ukryte na terenie Polski. Sakramentarz trafił najpierw do Podkowy Leśnej, a następnie do kolegiaty łowickiej, gdzie ukryto go pod posadzką krypty.
W 1946/1947 trafił wraz z depozytem Biblioteki Ordynacji Zamojskiej do zbiorów Biblioteki Narodowej. W 1952 stał się własnością Biblioteki Narodowej na mocy ustawy znoszącej m.in. biblioteki fundacyjne. Sakramentarz jest dostępny online w Cyfrowej Bibliotece Narodowej „Polona”.

## Opis
Manuskrypt o wymiarach 28,5 × 22,5 cm spisany został na pergaminie. Kodeks zawiera 234 karty. Czterdzieści dwie strony zdobią bordiury tworzące prostokątne ramy wypełnione motywami liści i palmet, uzupełnione plecionką. Trzydzieści osiem stron pisanych jest złotem i srebrem na purpurze. Ponadto manuskrypt zawiera:
- dwie całostronnicowe miniatury figuralne:
  - Maiestas Domini (k. 17v) – postać Chrystusa w mandorli na podwójnym łuku tęczy, z aniołami po bokach i symbolami ewangelistów w rogach
  - Ukrzyżowanie (k. 19v) – inicjał T, przedstawiający Chrystusa na krzyżu, krzyż i tekst złoty na tle purpurowym, dwa medaliony z popiersiami płaczących na wysokości ramion krzyża
- dwa inicjały całostronnicowe:
  - V (k. 18v) – wypełniony plecionką z elementami roślinnymi, z postacią anioła na dole i czterema głowami męskimi w medalionach
  - D (k. 27) – wypełniony plecionką na purpurowym tle, ujęty bordiurą
- trzynaście mniejszych inicjałów wypełnionych złotą lub srebrną plecionką o motywach roślinnych

Większość tekstu zapisana jest pismem zbliżonym do minuskuły karolińskiej, zaś w tytułach i dla podkreślania części tekstu użyte zostały majuskuła i uncjała. Karty 177–180v, 236, 237 spisane zostały inną ręką, zaś na kartach 67v–71v, 156–158 są dopiski z XII wieku.
Oprawę, wykonaną w XVII w., stanowi deska pokryta brązową zdobioną skórą, na górnej i dolnej okładzinie zachował się tłoczony złotem owalny superekslibris z herbem opactwa i inskrypcją: „DIVI TUTELLARES COENOBI TYNECENSIS”.
Manuskrypt zawiera teksty używane przez kapłana podczas sprawowania mszy (Missa in ipso die Dedicatione ecclesie et per totum annum, Missa communis, Missa pro rege et exercitu ejus, Kalendarium, Canon missae). Znajduje się też w nim najstarszy zapis muzyczny w Polsce w postaci cheironomicznej, dopisany w XII wieku.
Okazała forma manuskryptu świadczy o jego przynależności do tzw. rękopisów królewskich, które spełniały nie tylko funkcję liturgiczną, ale były także wyrazem splendoru monarchii. Artystyczne zdobienia księgi i kompozycja miniatur figuralnych pozwalają zaliczyć iluminacje do jednych z najpiękniejszych dzieł późnej fazy rozwoju tzw. ottońskiej szkoły malarskiej w Kolonii.

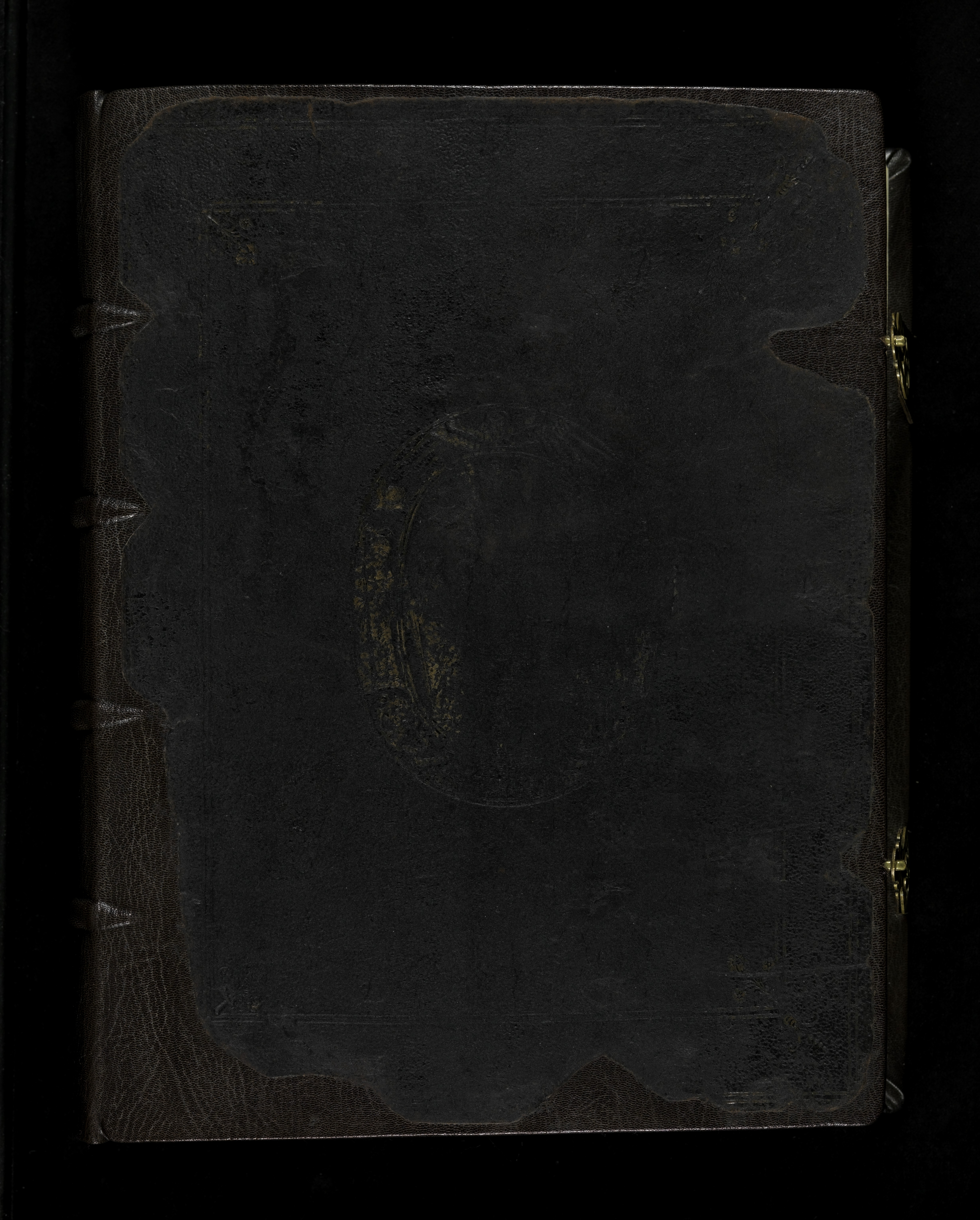
Przednia okładka
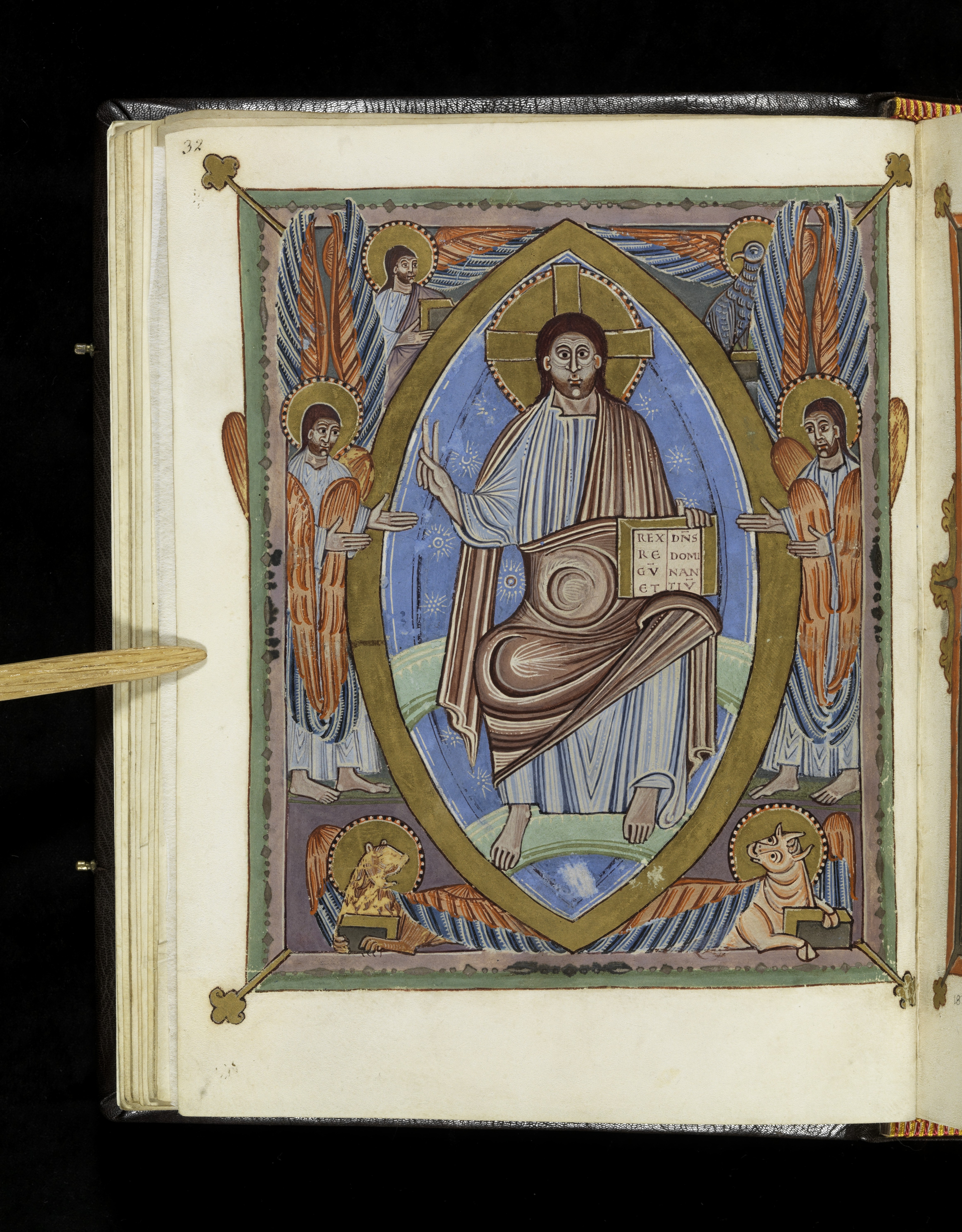
Miniatura Maiestas Domini
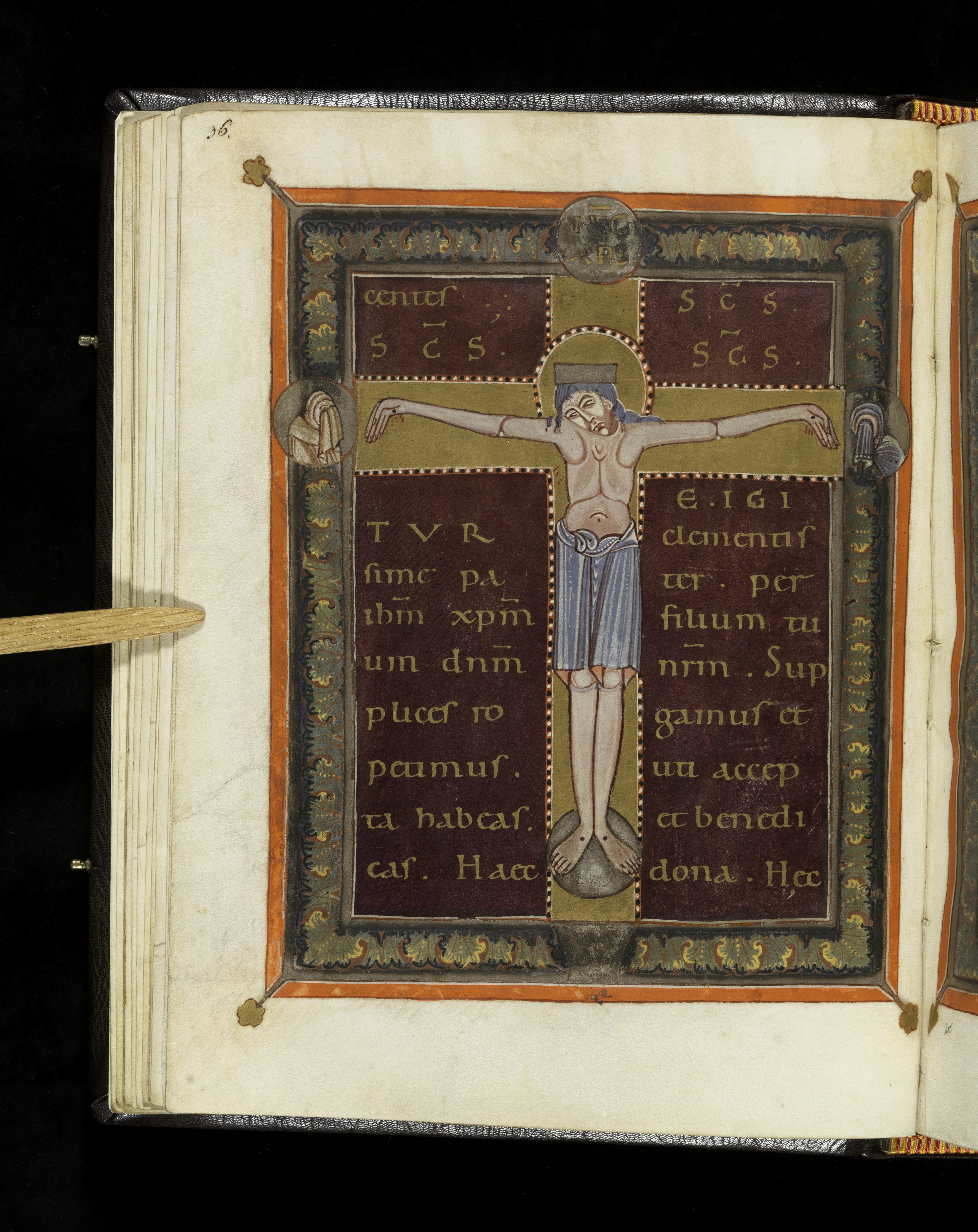
Miniatura Ukrzyżowanie
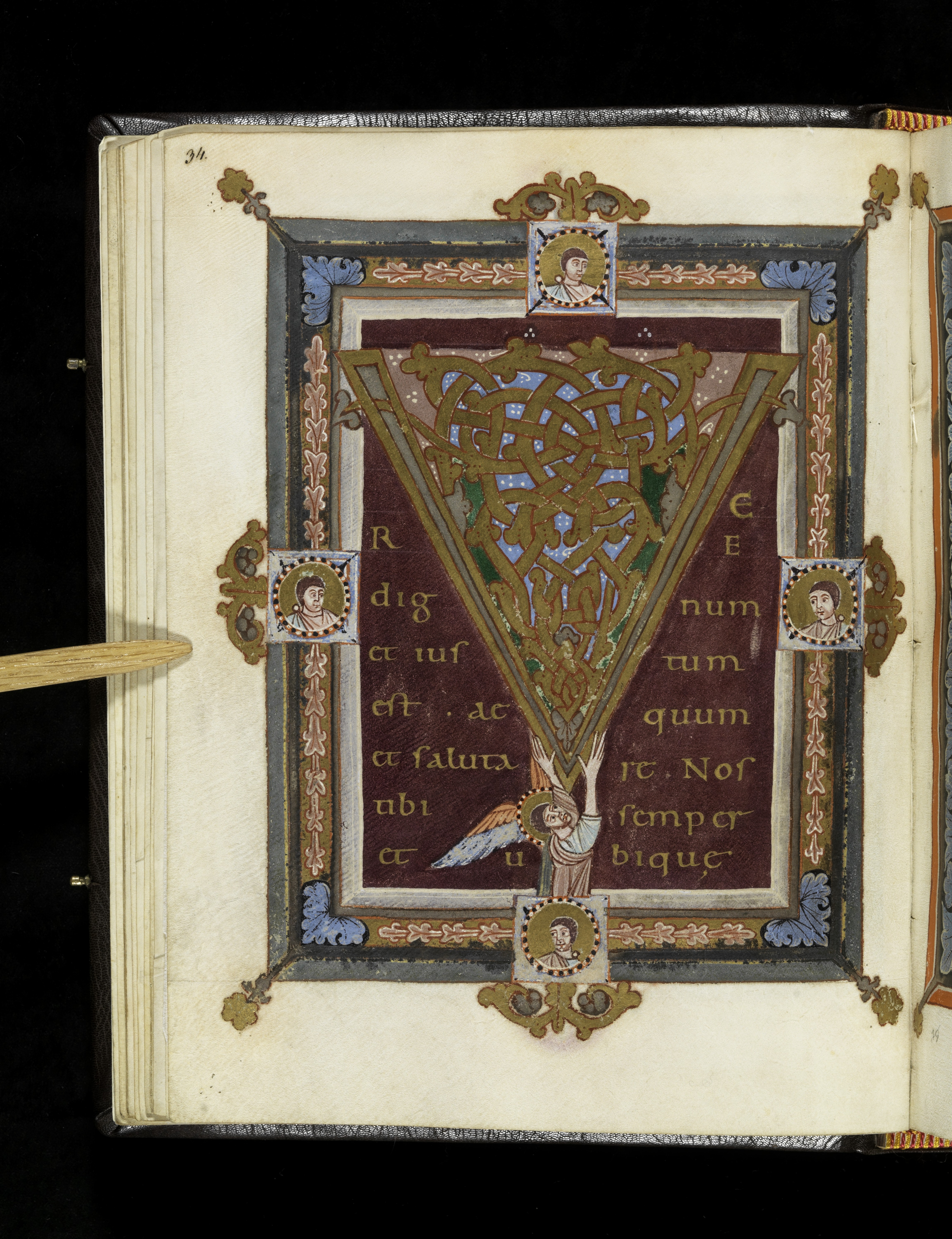
Inicjał całostronnicowy V
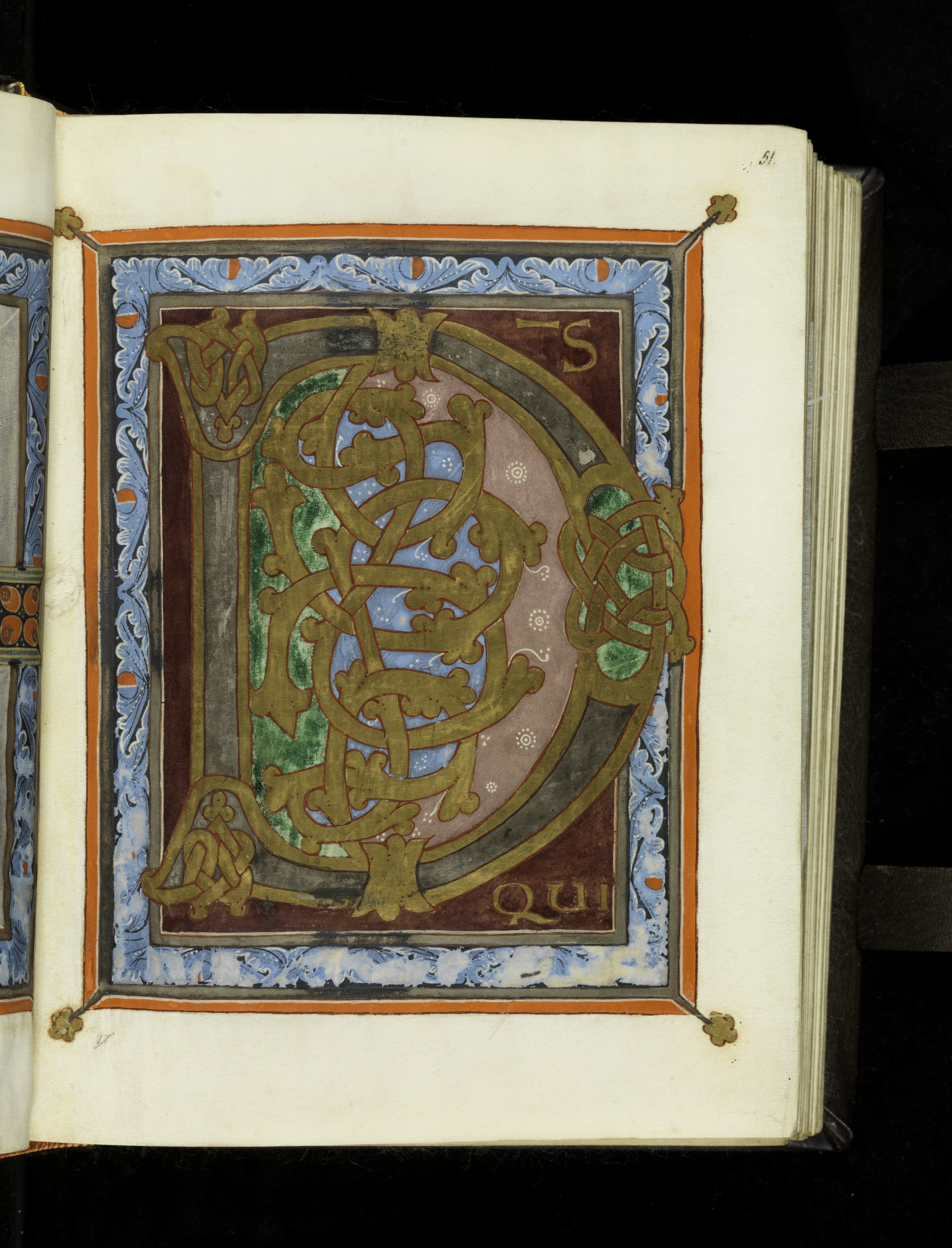
Inicjał całostronnicowy D
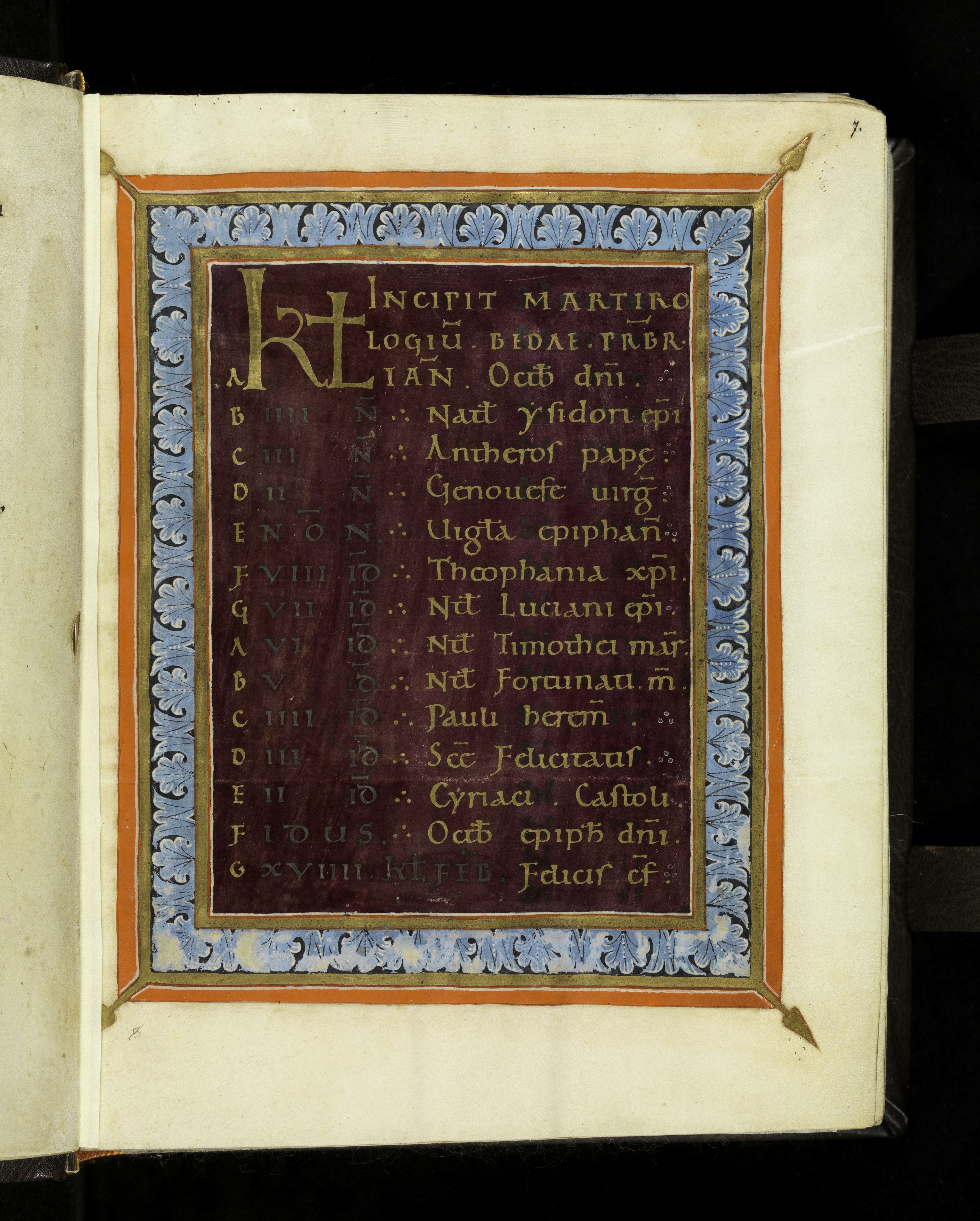
Ozdobna strona spisana na purpurze
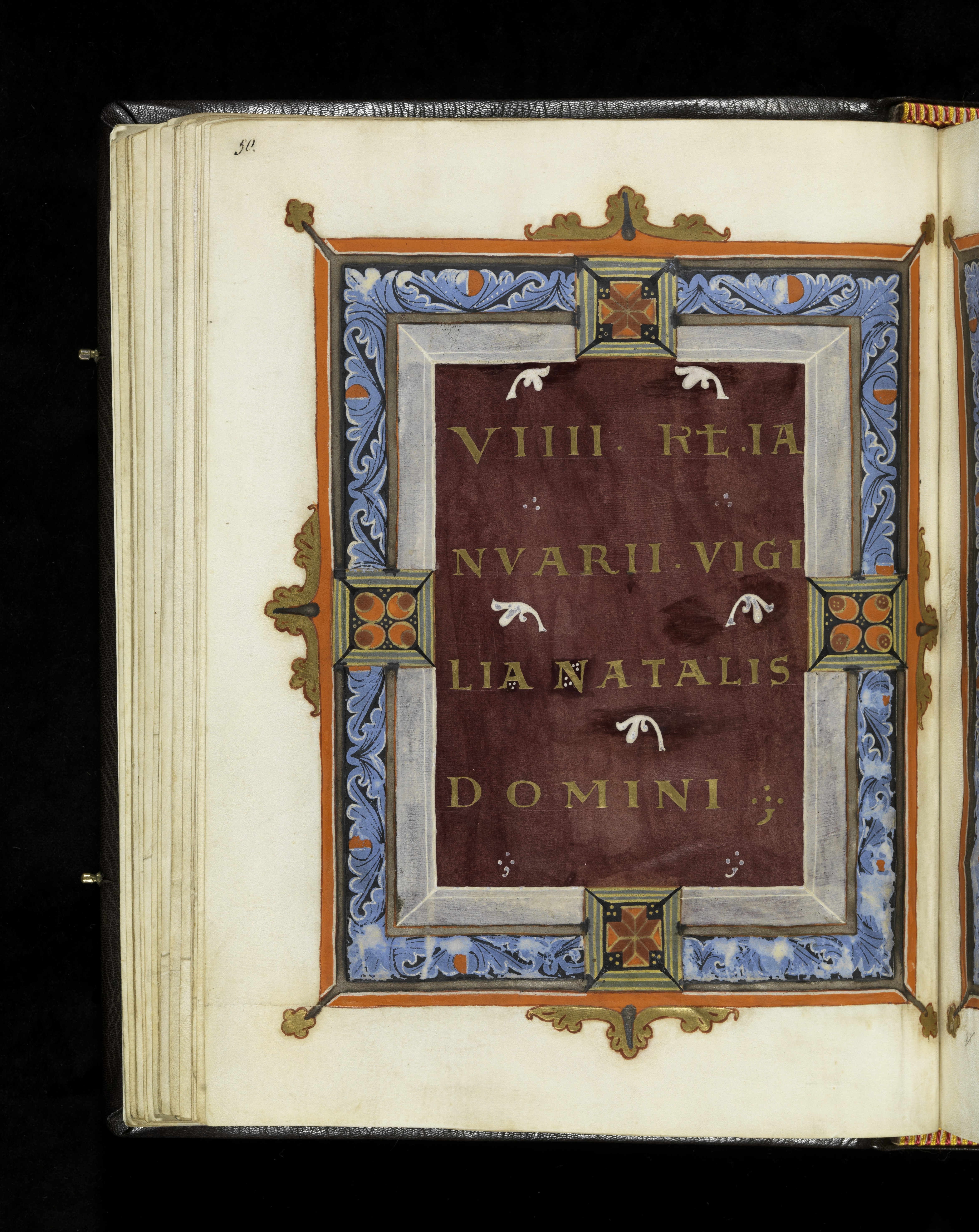
Ozdobna strona spisana na purpurze
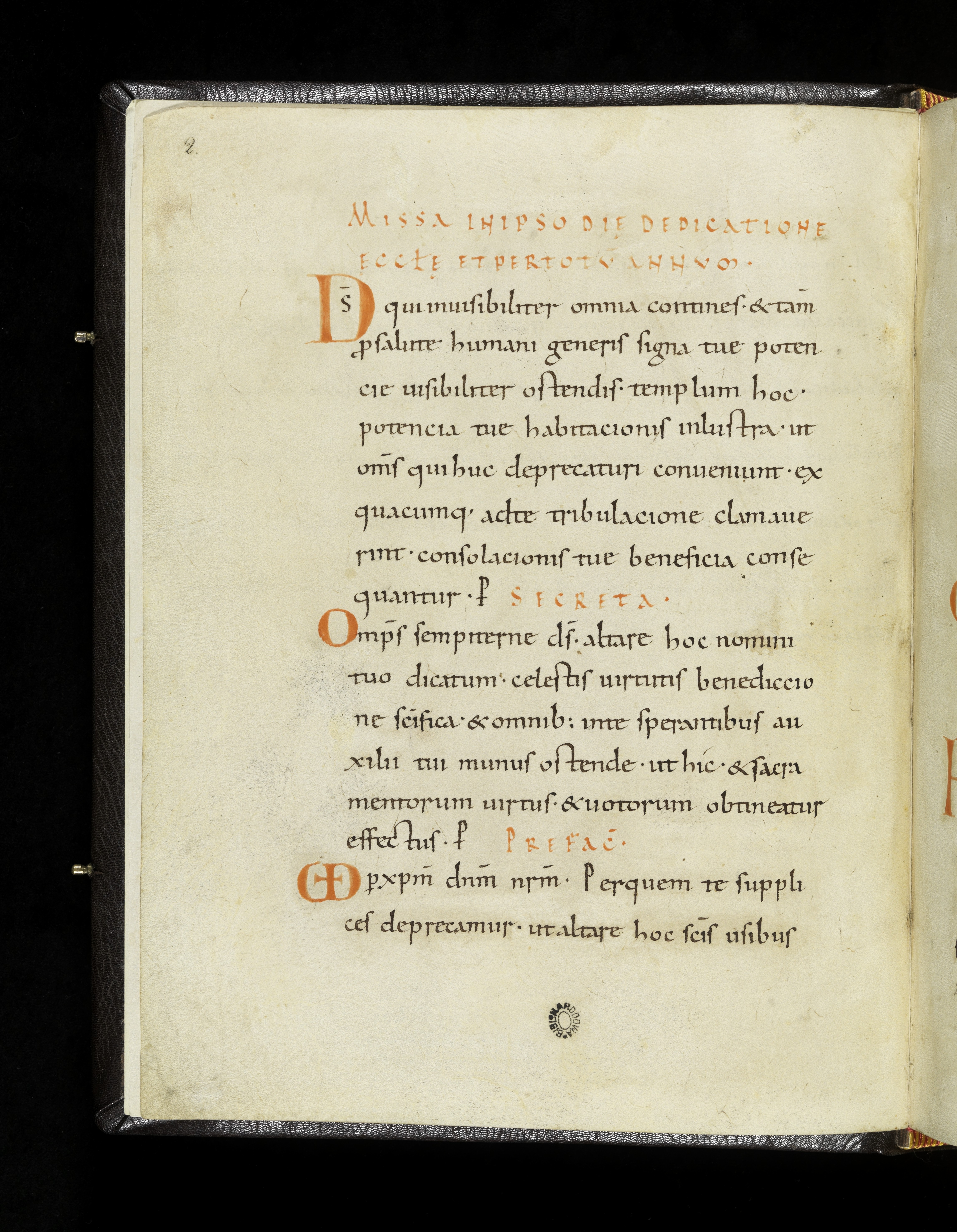
Pierwsza strona tekstu
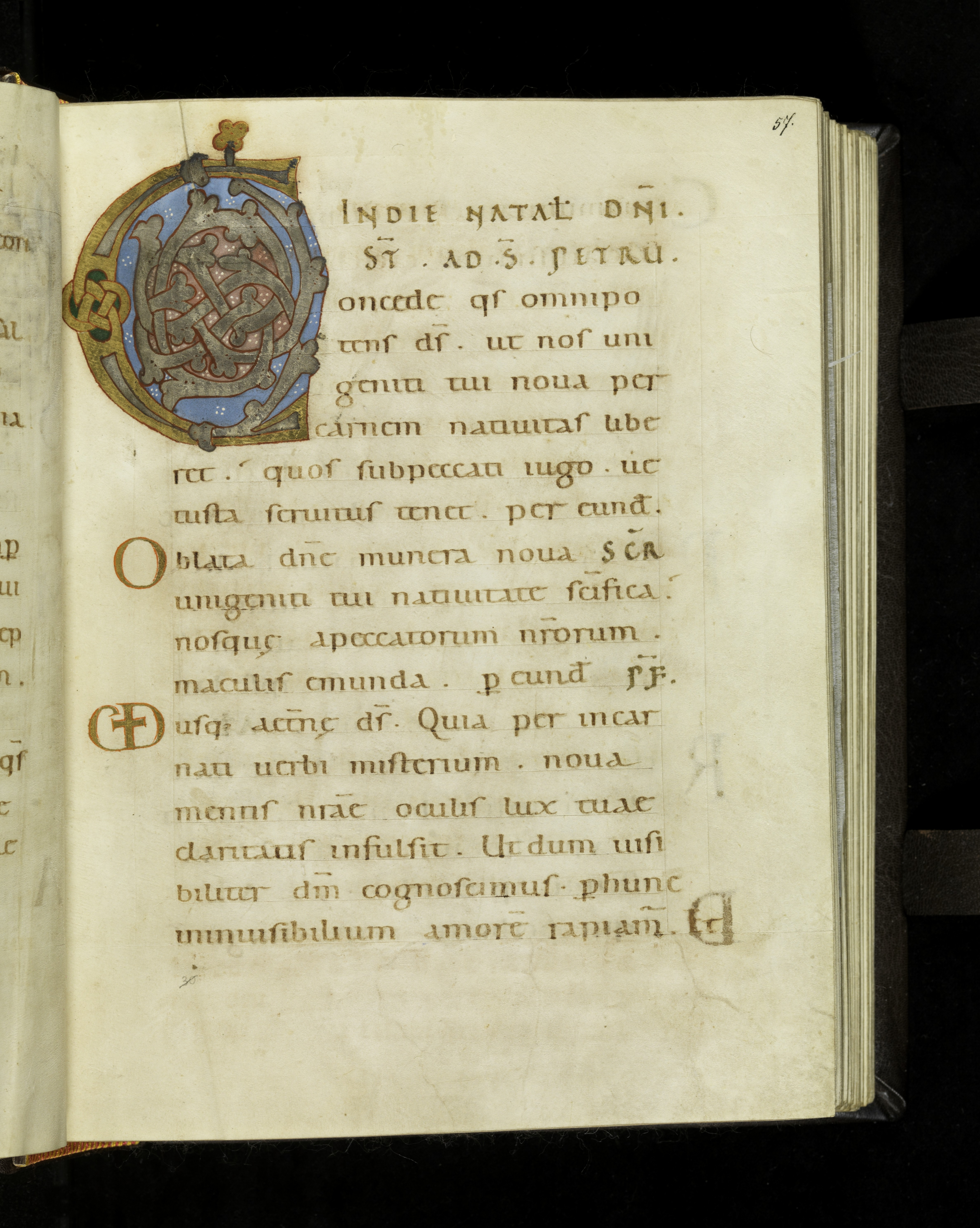
Strona z inicjałem C
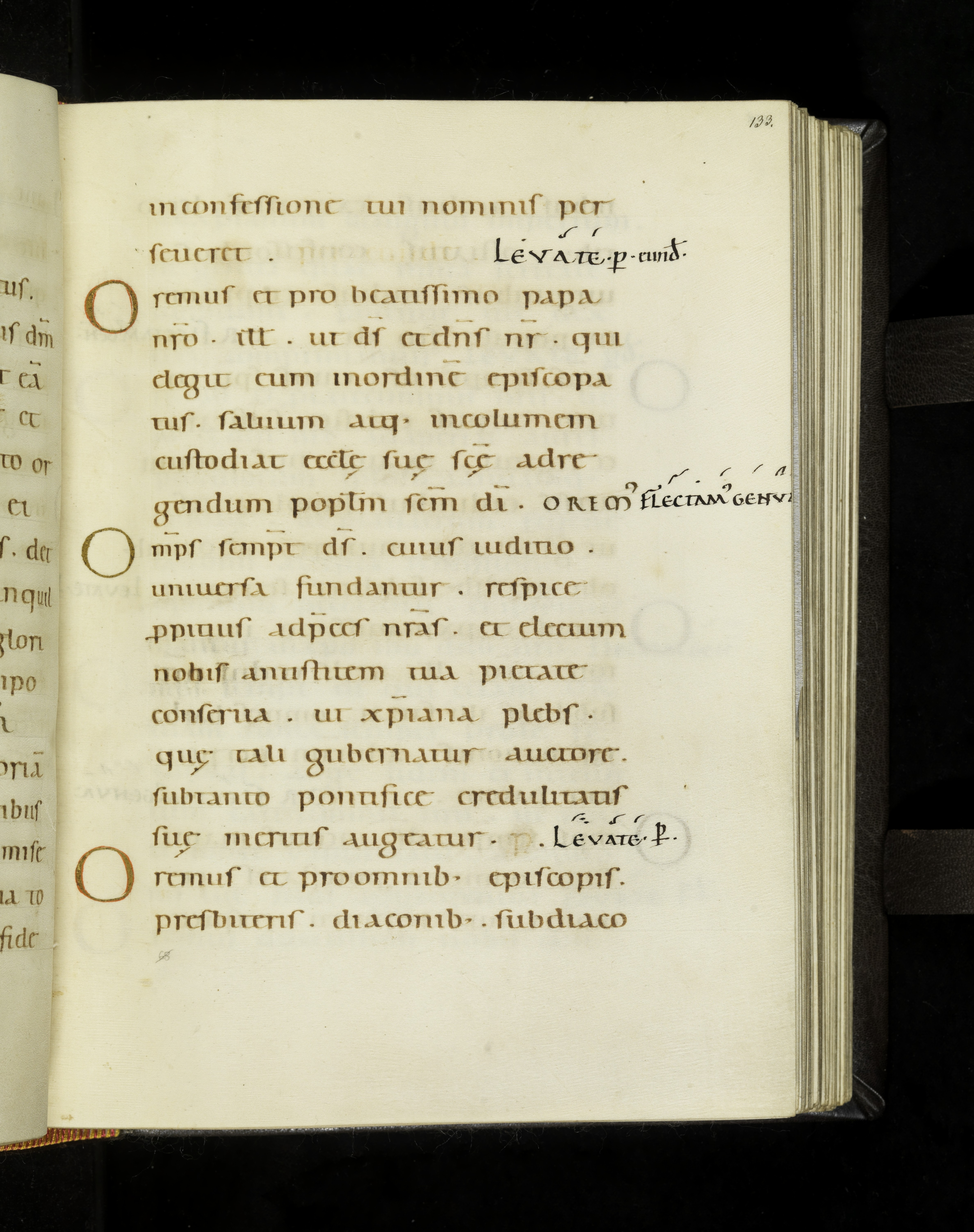
Strona z dopisanymi glosami i neumami